# ساموئل وایلی کروفورد
ساموئل وایلی کروفورد (انگلیسی: Samuel W. Crawford; ۸ نوامبر ۱۸۲۹ – ۳ نوامبر ۱۸۹۲) فرد نظامی اهل ایالات متحده آمریکا بود.